# François-Michel Chabert
Pour les articles homonymes, voir Chabert.
François-Michel Chabert, né à Longeville-lès-Metz le 23 avril 1829 et mort à Metz le 6 juillet 1885, est l'auteur de nombreux essais en particulier sur l'histoire de la ville de Metz.

## Biographie
Après des études de droit à Paris, il revient à Metz, comme clerc de notaire.
Il consacre tous ses efforts à la publication de nombreux essais, en particulier sur l'histoire de Metz. La Société d'archéologie et d'histoire de la Moselle, fondée en 1848, l'admet comme membre titulaire fondateur. En 1852, il est élu membre titulaire de la Société d'Horticulture. En 1853, c'est l'Académie impériale de Metz qui l'accueille à 24 ans. Il sera par la suite membre de très nombreuses autres sociétés savantes.
Il s'installe avec sa mère à Queuleu, de la commune de Plantières, non loin de Metz. De santé fort précaire, il devient cependant le principal instigateur de la construction de l'église de Queuleu, terminée durant l'été 1863. Pour ses mérites, la municipalité donnera plus tard son nom à la rue jouxtant l'église. Ses dépenses inconsidérées pour la construction et la décoration de l'église et pour de nombreuses œuvres charitables, ainsi que l'occupation allemande de la Moselle, le conduisent à accepter un travail de directeur d'agence d'une compagnie privée d'assurance sur la vie, à Nancy en 1872. Par idéalisme, il tente en 1878, sans succès, de créer une mutuelle d'assurance sur la vie concurrente de l'entreprise privée qui l'emploie, ce qui lui fait perdre son travail. Il échoue, de même, dans la création d'une mutuelle d'assurance contre l'incendie en 1879. Ruiné et isolé, il meurt à l'Hospice Saint-Nicolas de Metz, le 6 juillet 1885.

## Publications
Il laisse plus de quatre-vingt dix publications imprimées. Il s'agit essentiellement de mémoires sur l'histoire locale dont un très intéressant Dictionnaire de la Ville de Metz.
- Les chroniques de la noble ville et cité de Metz : Réimprimées pour la première fois, Metz, Rousseau-Pallez, 1855.
- Journal du siège de Metz en 1552. Documents relatifs à l'organisation de l'armée de l'empereur Charles Quint, et à ses travaux devant cette place, Metz, 1856.
- Journal du blocus de Metz rédigé de jour en jour en l'année 1870, Metz, Sidot frères, 1871.
- Dictionnaire topographique, historique et étymologique des rues, places, ponts et quais de la ville de Metz (3e édition), Metz / Marly, Collin / Hachette Livre / Éditions Jalon (réimpr. 2012 et 2018) (1re éd. 1878), 83 p., 22 cm (ISBN 2-0125-3903-3 et 978-2-9564752-4-8, OCLC 494112219, BNF 38834072, SUDOC 107487985, présentation en ligne, lire en ligne).
- Metz ancien et moderne : Ou Description des monuments, rues, antiquités, fêtes, cérémonies, solennités, réjouissances, réunions, associations religieuses, civiles, militaires, publiques et privées et histoire des arts, des lettres et des sciences dans cette ville depuis les temps les plus reculés jusqu'en 1881.